# 포천시·가평군
포천시·가평군은 대한민국의 국회의원 선거구이다. 경기도 포천시와 가평군을 관할한다. 현직 국회의원은 국민의힘의 김용태이다.

## 역사
제20대 국회의원 선거를 앞두고 경기도의 선거구가 조정되면서 포천시·연천군 선거구에 있던 포천시와 여주군·양평군·가평군 선거구에 있던 가평군이 합쳐지면서 신설되었다.

## 관할 구역
| 대수  | 관할 구역               |
| ----- | ----------------------- |
| 20대~ | 포천시 일원 가평군 일원 |

## 역대 국회의원
| 선거   | 정당 | 정당       | 의원   |
| ------ | ---- | ---------- | ------ |
| 2016년 |      | 새누리당   | 김영우 |
| 2020년 |      | 미래통합당 | 최춘식 |
| 2024년 |      | 국민의힘   | 김용태 |

## 역대 선거 결과

### 대한민국 제20대 국회의원 선거
|  | 62.22% |

|  | 37.77% |

### 대한민국 제21대 국회의원 선거
|  | 50.25% |

|  | 46.68% |

|  | 1.91% |

|  | 1.13% |

### 대한민국 제22대 국회의원 선거
|  | 50.47% |

|  | 48.36% |

|  | 1.16% |